# Levant
 Ovo je glavno značenje pojma Levant. Za druga značenja pogledajte Levant (razdvojba).
Levant (Levanat; franc. levant, tal. levante istok), u općem značenju Istok, istočne zemlje. U užem smislu skupni naziv za zemlje koje leže uz obale istočnog Mediterana: Grčku, Tursku, Siriju, Libanon, Izrael, Jordan i Egipat; Grčka se kadšto izuzima iz pojma Levanta. On se uglavnom podudara s pojmom Bliski istok. U antičkom Rimu se za Levant upotrebljavao naziv Oriens (istok; od toga je naša riječ Orijent).
Levant je neprecizni geografski termin koji se povijesno odnosio na veliko područje Bliskog istoka južno od planine Taurus. Levant je omeđen na zapadu Sredozemnim morem, a na istoku sjevernom Arapskom pustinjom i Gornjom Mezopotamijom. Levant ne obuhvaća planinu Kavkaz, dijelove Arapskog poluotoka ili Anatolije — iako povremeno uključuje Ciliciju. Sinajski poluotok se također može ubrojiti, ali se najčešće isključuje kao marginalno područje koje tvori kopneni most između Levanta i sjevernog Egipta. Levantinski narodi i kulture povremeno su dominirali regijom između Sinaja i rijeke Nil, ali ta se regija obično isključuje iz geografske definicije Levanta. Za područje koje su domaći i ostali stanovnici nazivali Levant, vidite Imena Levanta.
Termin Levant izvorno je u širem smislu označavao "mediteranske zemlje istočno od Italije." Sama riječ potječe iz srednjovjekovnog francuskog levant, particip od lever "podignuti" — kao u soleil levant "izlazeće sunce" — od latinskog levare. Riječ Levant se stoga odnosi na smjer izlazećeg sunca iz perspektive onih kojih su ga prvi koristili. Po tom značenju jednak je arapskom terminu Mašrek koji označava "zemlju gdje sunce izlazi." 
Alternativna etimologija riječi pokazuje da termin potječe od Libanona - španjolski prevodioci s arapskog koristili su b i v naizmjenično kao posljedicu svojeg španjolskog izgovora. Stoga Levant označava područja koja okružuju Libanon, koji sâm potječe od arapske riječi za bijelo prema snijegom prekrivenim libanonskim planinama.
Naziv Levantinac je označavao ljude koji su živjeli u Maloj Aziji tijekom razdoblja Otomanskog carstva, a bili su talijanskog (posebice Mlečani i Đenovljani), francuskog ili nekog drugog mediteranskog podrijetla. Većina njih su bili potomci trgovaca ili stanovnika križarskih država.
Levantinska (levantska) trgovina je ona koju su Europljani u srednjem vijeku vodili sa zemljama Levanta; uglavnom je bila u rukama mediteranskih gradova: Venecije, Genove, Pise, Marseillea, Barcelone i Dubrovnika. Razvila se osobito za križarskih ratova, a europske su zemlje posredovanjem Levanta dolazile do mirodija, pamuka, svile, boje i drugih sirovina. Levantinska trgovina gubi na značenju potkraj 15. i u početku 16. stoljeća.
Kada su Britanci zauzeli Palestinu pri završetku Prvog svjetskog rata, neki novi vladari pejorativno su prilagodili termin za označavanje stanovnika miješanog arapskog i europskog podrijetla ili Europljana (obično Francuza, Talijana ili Grka) koji su se "udomaćili" i prihvatili lokalne običaje i odjeću.
Francuski mandati Sirija i Libanon nazivali su se od 1920. do 1946. levantskim državama. Termin je u to vrijeme postao uobičajen u arheologiji pošto su mnoga važna iskapanja izvršena upravo ondje (Ebla, Mari i Ugarit). Budući da se te države nisu mogle klasificirati kao mezopotamske, sjevernoafričke ili arapske, one su se počele označavati kao "levantinske".
Danas "Levant" najčešće koriste arheolozi i povjesničari kada govore o prapovijesti ili o starovjekovnoj i srednjovjekovnoj povijesti regije (npr. križarski ratovi). Termin se još uvijek povremeno koristi za označavanje modernih ili suvremenih događaja, naroda, država ili dijelova država u istoj regiji koja obuhvaća Izrael, Jordan, Libanon, Palestinu ili Siriju.

## Poveznice
- Levantinski arapski
- Povijest Levanta
- Južni Levant
- Kanaan
- Velika Sirija
- Bilad al-Sham
- Mezopotamija
- Vijeće za britansko istraživanje na Levantu

## Vanjske poveznice
Sestrinski projekti
|  | Zajednički poslužitelj ima stranicu o temi Levant    |
|  | Zajednički poslužitelj ima još gradiva o temi Levant |